# Чук и Гек (фильм)
«Чук и Гек» — советский художественный фильм, поставленный на киностудии им. М. Горького в 1953 году режиссёром-дебютантом Иваном Лукинским по мотивам одноимённого рассказа Аркадия Гайдара (1939).

## Сюжет
Юные москвичи, семилетний Чук и шестилетний Гек, однажды зимой собрались с матерью в путешествие — в тайгу к отцу, который работает там в геолого-разведочной экспедиции. Незадолго до отъезда девушка-почтальон принесла им телеграмму. В ходе ссоры ребята случайно выбросили телеграмму, содержание которой не знали, в окно, а сказать об этом побоялись. По приезде на место женщину и детей никто не встретил, а когда они добрались до посёлка, он оказался почти безлюдным.

## В ролях
- Юрий Чучунов — Чук
- Андрей Чиликин — Гек
- Вера Васильева — мать Чука и Гека
- Дмитрий Павлов — геолог Серёгин, отец Чука и Гека
- Николай Комиссаров — сторож Петрович
- Михаил Трояновский — ямщик
- Александр Сашин-Никольский, Екатерина Савинова — почтальоны (нет в титрах)
- Александр Гречаный — проводник в поезде (нет в титрах)
- Николай Светловидов, Марина Гаврилко — попутчики в поезде (нет в титрах)
- Виктор Авдюшко, Борис Битюков, Олег Голубицкий, Раднэр Муратов, Иван Рыжов — члены геологоразведочной экспедиции (нет в титрах)
- Николай Литвинов — текст за кадром (нет в титрах)

## Съёмочная группа
- Автор сценария: Виктор Шкловский, по рассказу Аркадия Гайдара
- Режиссёр-постановщик: Иван Лукинский
- Оператор: Грайр Гарибян
- Композитор: Анатолий Лепин

## Награды и премии
- Премия V Венецианского кинофестиваля детских фильмов (1953) за лучший фильм для детей от 12 до 15 лет[1].